# Morocco Cup 2002
Der Marocco Cup 2002 war ein Drei-Nationen-Turnier, das vom 12. bis zum 21. August 2002 in Marokko im One-Day Cricket ausgetragen wurde. Bei dem zur internationalen Cricket-Saison 2002 gehörenden Turnier nahmen die Mannschaften aus Pakistan, Sri Lanka und Südafrika teil. Im Finale konnte sich Sri Lanka mit 27 Runs gegen Südafrika durchsetzen.

## Vorgeschichte
Pakistan spielte zuvor eine Tour in Australien, Sri Lanka eine Tour gegen Bangladesch. Für Südafrika war es der erste Wettbewerb der Saison.

## Format
In einer Vorrunde spielte jede Mannschaft gegen jede zweimal. Für einen Sieg gab es vier, für ein Unentschieden oder No Result 2 Punkte. Des Weiteren wurden Bonuspunkte vergeben. Die beiden Gruppenersten qualifizierten sich für das Finale und spielten dort um den Turniersieg.

## Stadion
Der folgende Austragungsort wurde für den Wettbewerb ausgewählt.
| Stadion                  | Stadt  | Kapazität | Spiele                |
| ------------------------ | ------ | --------- | --------------------- |
| National Cricket Stadium | Tanger | 5.000     | 1. – 6. Spiel; Finale |

## Kaderlisten
Südafrika benannte seinen Kader am 25. Juli 2002.
Sri Lanka benannte seinen Kader am 30. Juli 2002.
Pakistan benannte seinen Kader am 2. August 2002.
| ODI | ODI | ODI |
| Pakistan | Sri Lanka | Südafrika |
| --- | --- | --- |
| - Waqar Younis (K) - Abdul Razzaq - Azhar Mahmood - Imran Nazir - Inzamam-ul-Haq - Mohammad Sami - Mohammad Yousuf - Rashid Latif (wk) - Saeed Anwar - Saqlain Mushtaq - Shahid Afridi - Shoaib Malik - Wasim Akram - Younis Khan | - Sanath Jayasuriya (K) - Russel Arnold - Marvan Atapattu - Charitha Buddhika - Upul Chandana - Aravinda de Silva - Tillakaratne Dilshan - Dilhara Fernando - Hasantha Fernando - Chamila Gamage - Pulasthi Gunaratne - Mahela Jayawardene - Muttiah Muralitharan - Kumar Sangakkara (wk) - Chaminda Vaas | - Shaun Pollock (K) - Paul Adams - Nicky Boje - Mark Boucher (wk) - Boeta Dippenaar (wk) - Allan Donald - Herschelle Gibbs - Jacques Kallis - Gary Kirsten - Lance Klusener - Makhaya Ntini - Justin Ontong - Jonty Rhodes - Graeme Smith - Roger Telemachus |

## Spiele

### Vorrunde
Tabelle
| Teams     | Sp. | S | N | U | R | NR | BP | Punkte | NRR    |
| --------- | --- | - | - | - | - | -- | -- | ------ | ------ |
| Sri Lanka | 4   | 3 | 1 | 0 | 0 | 0  | 1  | 13     | +0.725 |
| Südafrika | 4   | 2 | 2 | 0 | 0 | 0  | 0  | 8      | −0.344 |
| Pakistan  | 4   | 1 | 3 | 0 | 0 | 0  | 0  | 4      | −0.365 |

Sieg: 4 Punkte; Remis: 2 Punkte
Spiele
| 12. August Scorecard | Tanger | Südafrika 283-9 (50)          | – | Pakistan 229 (43.2) |
|                      |        | Südafrika gewinnt mit 54 Runs |   |                     |

| 14. August Scorecard | Tanger | Pakistan 279-5 (50)          | – | Sri Lanka 251-8 (50) |
|                      |        | Pakistan gewinnt mit 28 Runs |   |                      |

| 15. August Scorecard | Tanger | Sri Lanka 267-7 (50)          | – | Südafrika 174 (45) |
|                      |        | Sri Lanka gewinnt mit 93 Runs |   |                    |

| 17. August Scorecard | Tanger | Sri Lanka 242 (49.5)          | – | Pakistan 203 (43.4) |
|                      |        | Sri Lanka gewinnt mit 39 Runs |   |                     |

| 18. August Scorecard | Tanger | Südafrika 196-8 (50)         | – | Pakistan 188 (48.3) |
|                      |        | Südafrika gewinnt mit 8 Runs |   |                     |

| 19. August Scorecard | Tanger | Südafrika 220-6 (50)            | – | Sri Lanka 221-4 (42.1) |
|                      |        | Sri Lanka gewinnt mit 6 Wickets |   |                        |

### Finale
| 21. August Scorecard | Tanger | Sri Lanka 235-7 (50)          | – | Südafrika 208 (48.3) |
|                      |        | Sri Lanka gewinnt mit 27 Runs |   |                      |